# Lyder Sagen

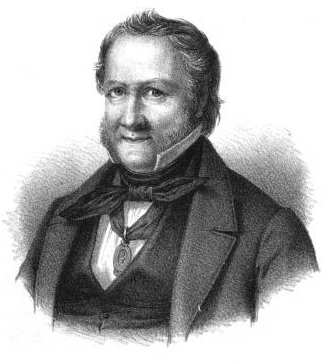
Lyder Sagen.

Lyder Christian Sagen, född 13 mars 1777 i Bergen, död där 16 juni 1850, var en norsk skolman och skriftställare.
Sagen blev 1805 adjunkt och 1815 overlærer vid katedralskolan i Bergen. Han medverkade till upprättandet av Bergens museum, konstförening och ritskola. Av hans författarskap kan nämnas översättningar eller efterbildningar av Anakreon samt en länge använd Læsebog... i Modersmaalet (1820) och (tillsammans med Herman Foss) Bergens Beskrivelse (1824).